# آسیاب بادی

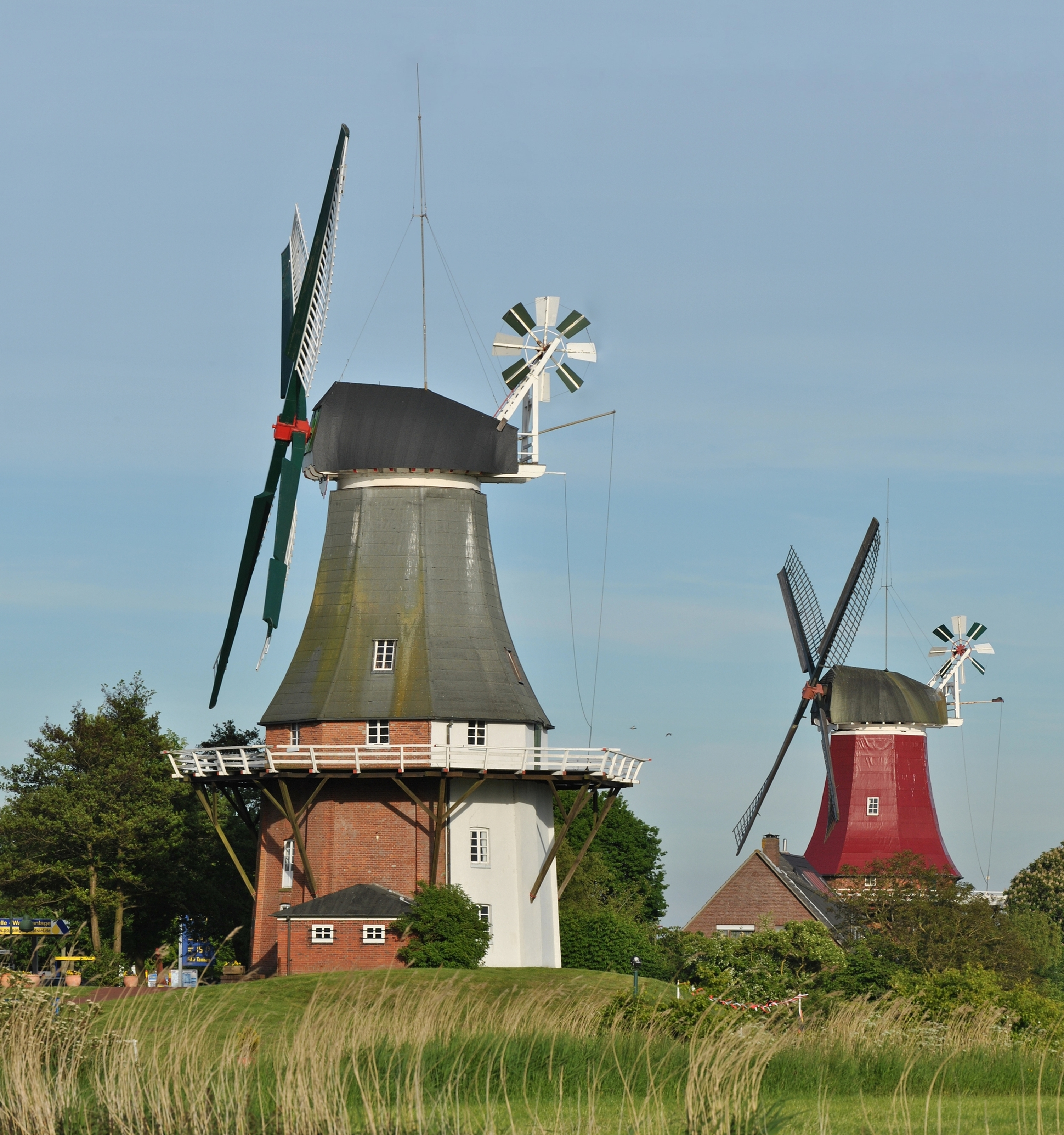
یک آسیاب بادی در آلمان

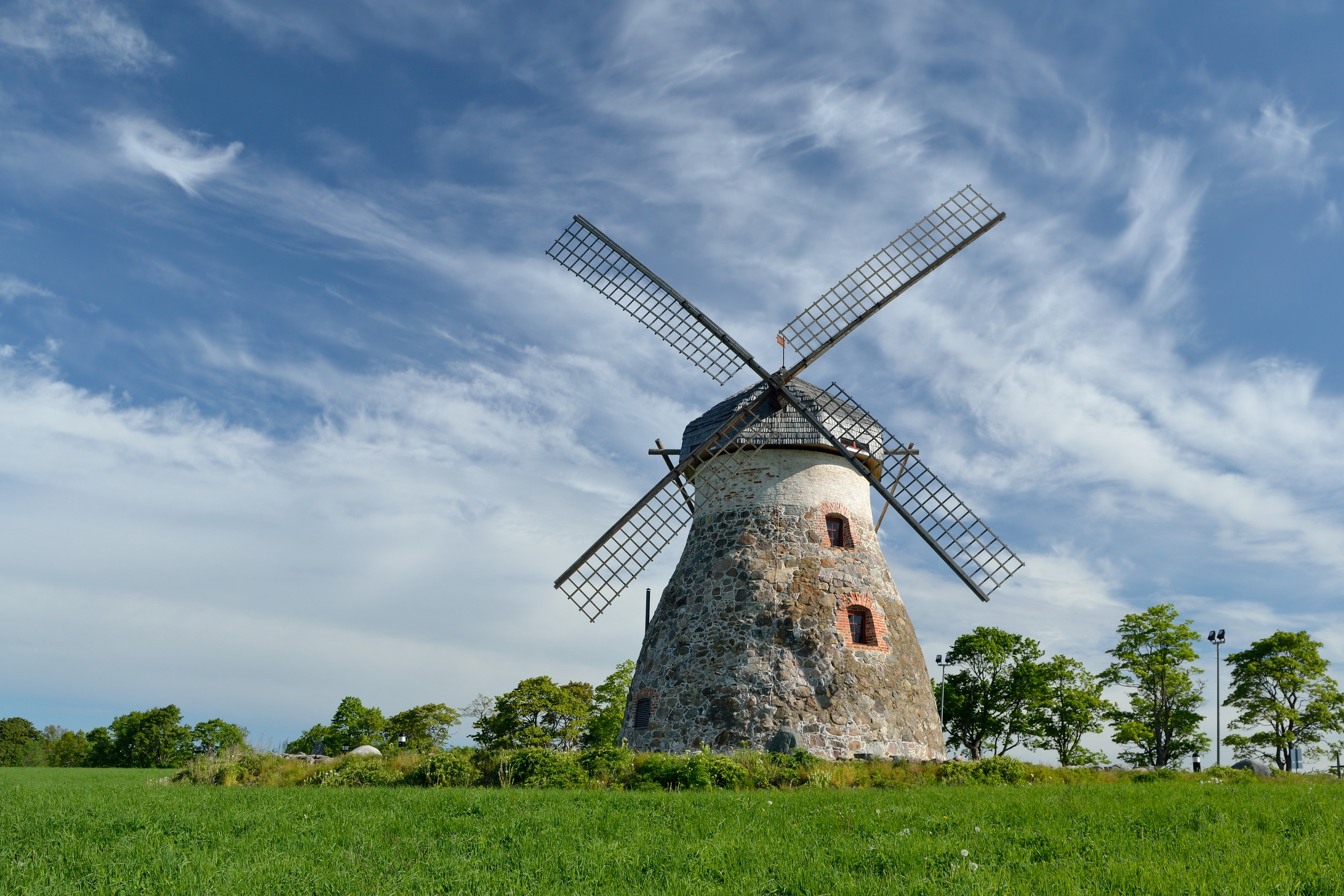
آسیاب بادی در استونی

آسیابِ بادی یا به عبارت صحیح تر آس‌باد گونه‌ای  آس است که نیروی جنبشی آن با وزش باد فراهم می‌گردد. در گذشته آس‌باد را همچون دیگر انواع «آس» برای آرد کردن یا بلغور کردن غلات و حبوبات (بُنشَن) به کار می‌بردند با این تفاوت که آس‌باد بسته به نیاز باد و سرعت مناسب آن برای گرداندن چرخ‌پره هایش رواج محدودتری از «آس‌آب» یا همان آسیاب داشته‌است. در ایران این کاربرد بیشتر محدود به منطقه سیستان بوده که از بادهای ۱۲۰ روزه با سرعت مناسب بهره‌مند بوده‌است. 

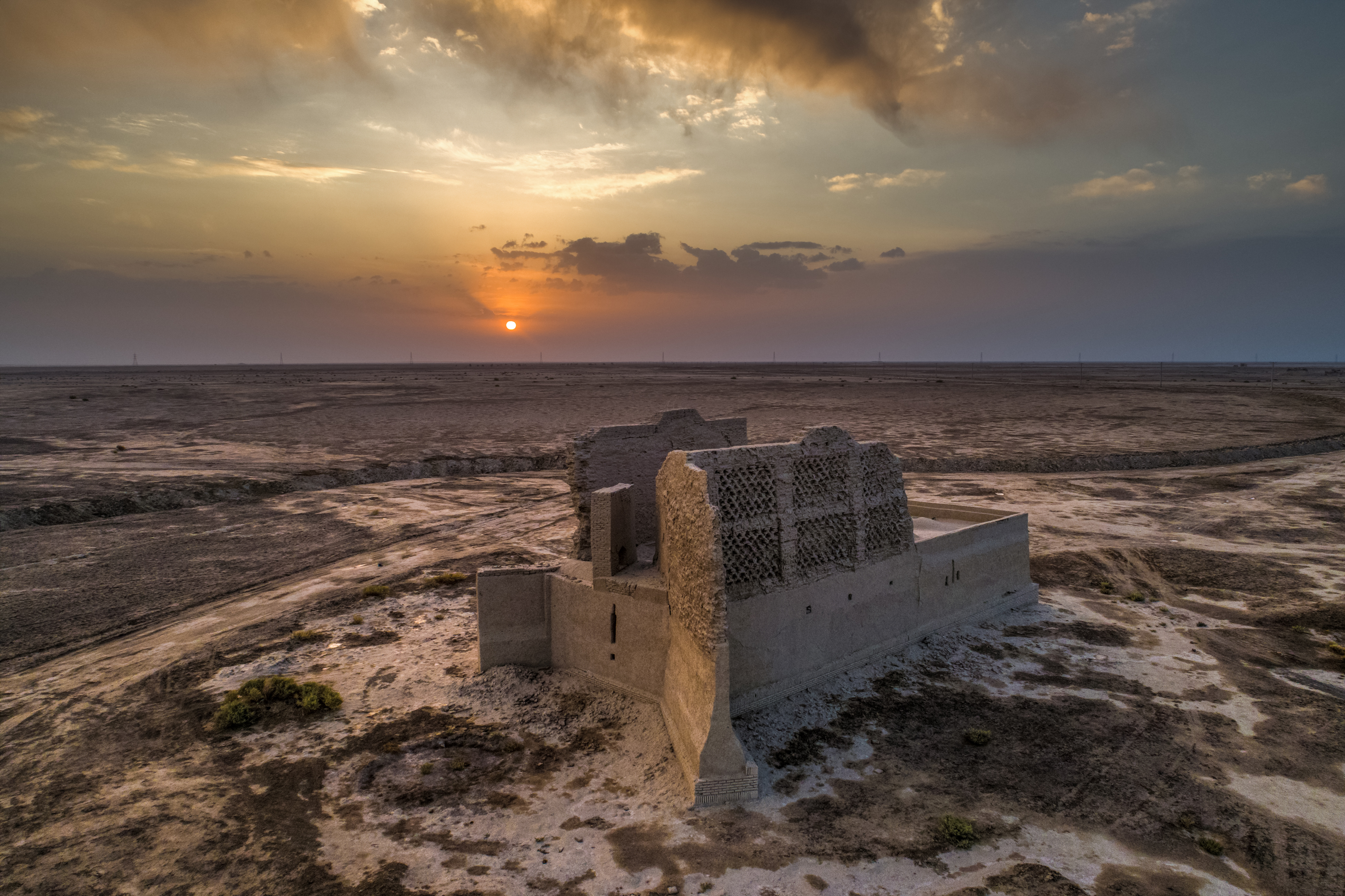
آسیاب بادی سیستان

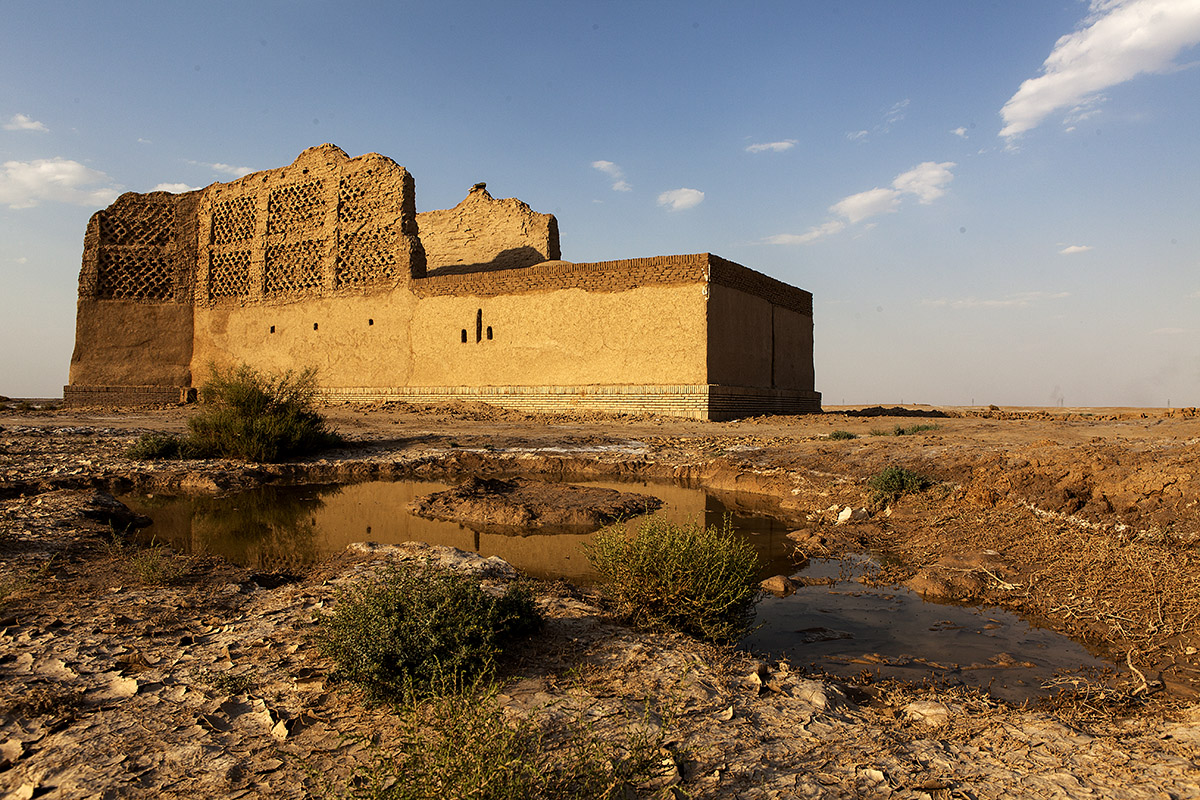

وانگهی در اروپا آس‌باد رواج به مراتب بیشتری داشته و کاربردهای متنوع‌تری نیز پیدا کرده‌است که از آن جمله استفاده برای تلمبه آب را می‌توان برشمرد. اوج این رواج در سده ۱۵ میلادی بوده‌است. با این حال «آس‌باد» در ایران از دیرینگی بسیار بیشتری برخوردار بوده‌است. تفاوت مهمی که آس‌بادهای ایرانی را از نمونه اروپایی اشان متمایز می‌کند تفاوت در محور گردش است که در نوع ایرانی همواره عمودی و در نوع اروپایی افقی بوده‌است.

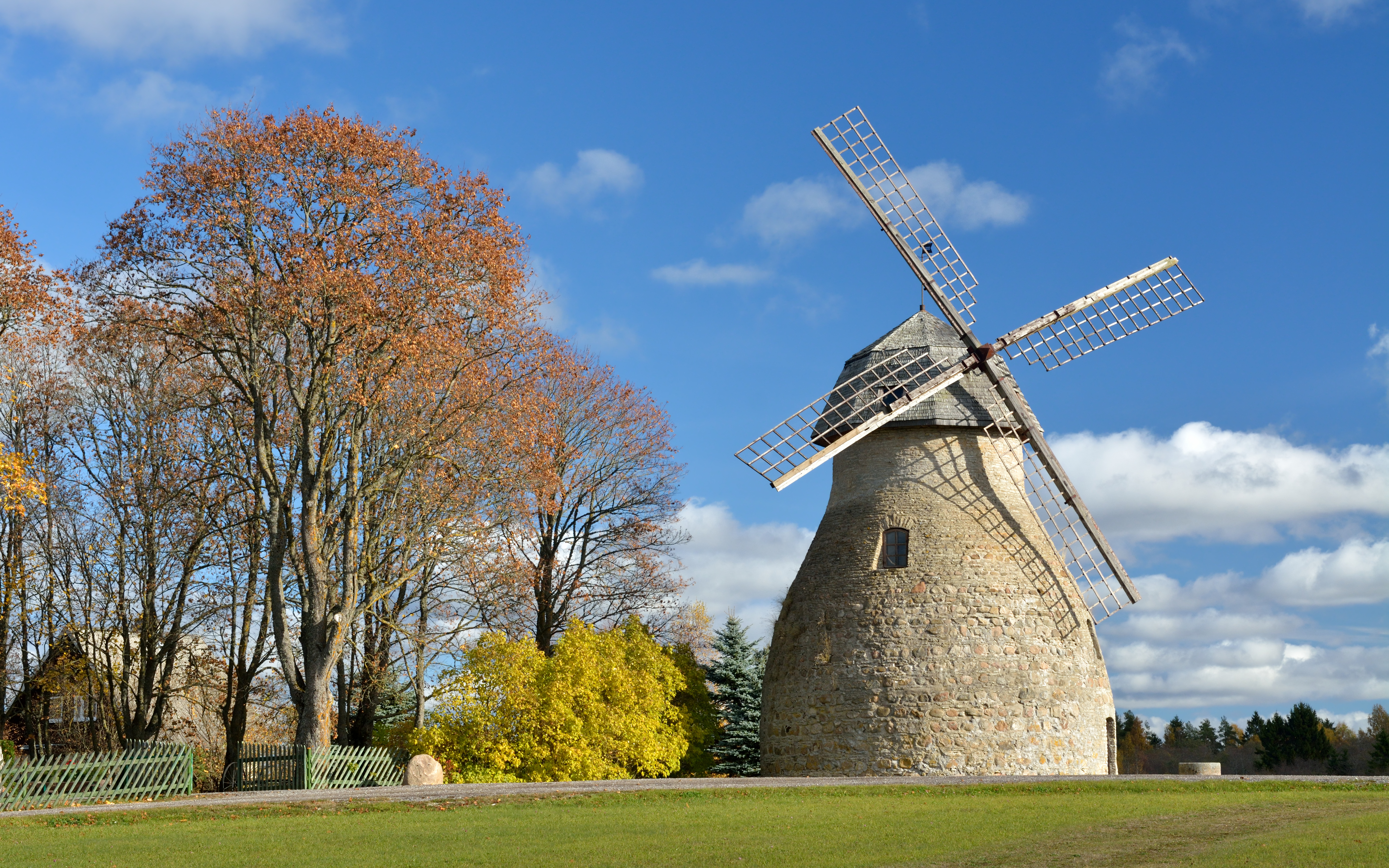
نگاره‌ای از یک آسیاب بادی ساخته‌شده در سده ۱۹ میلادی در استونی.

## واژه‌شناسی
«آس‌باد» برآمده از دو بخش «آس» و «باد» است. «آس» دو سنگ گرد و پَخ برهم نهاده است که سنگ زِبَرین گردان و سنگ زیرین ایستان است و از گردش سنگ زبَرین بر روی سنگ زیرین با نیرویی دیگر که یا آب است یا باد یا چهارپا یا در نهایت نیروی برق انواع مختلف غلات چون گندم و جو و انواع مختلف حبوبات (بُنشَن) خُرد و آرد می‌شود. ازین‌رو «آس» به معنای بخش اصلی وسیله آردکننده است که خواه با آب به جنبش در می‌آید که نتیجه «آس‌آب» یا همان «آسیاب» است یا با نیروی باد به گردش در می‌آید که نتیجه «آس‌باد» است و همچنین گاه با نیروی دست گردانده می‌شود که می‌شود «دست‌آس» یا «دستاس». در حقیقت بخش افزوده شده اشاره به نیرو و انرژی ای دارد که آس را می‌جنباند. چنان‌که پیداست در زبان فارسی امروزه به همه انواع آس‌ها آسیاب گفته می‌شود که خود در واقع از نگاه کاربردی نوع خاصی از «آس» است که با آب کار می‌کند؛ همچنین است که برای مشخص کردن نوع «آس» جزء مشخص‌کننده به جای افزوده شدن به تکواژ «آس» به صورت اضافه ترکیبی به «آسیاب» افزوده می‌شود و واژگانی چون «آسیاب بادی» و «آسیاب دستی» و «آسیاب برقی» و حتی با شگفتی «آسیاب آبی» برمی‌کشد. در واقع با جابجایی ای که رخ داده «آسیاب» به عنوان زیرمجموعه‌ای از «آس» خود جانشین معنای کلی و کلیدی «آس» شده و اکنون تبادری که از واژه «آسیاب» به ذهن می‌رسد همانی است که می‌باید از کلید واژه «آس» برآید. در چرایی این جابجایی و انتقال معنایی می‌توان عمومیت کاربرد نوع آبی «آس» یا همان «آسیاب» را تنها دلیل برشمرد گو اینکه کاربرد آس‌باد بیشتر محدود به مناطق بادخیزی چون سیستان بوده که از منابع آبی محدودی نیز به نسبت برخوردار بوده‌است وانگهی در بیشتر مناطق ایران زمین به دلیل آسانی و در دسترس بودن آب به میزان بسنده کاربرد آس‌یاب رواج به مراتب گسترده‌تری داشته‌است.

## تاریخچه

طرحی از آس‌باد ایرانی

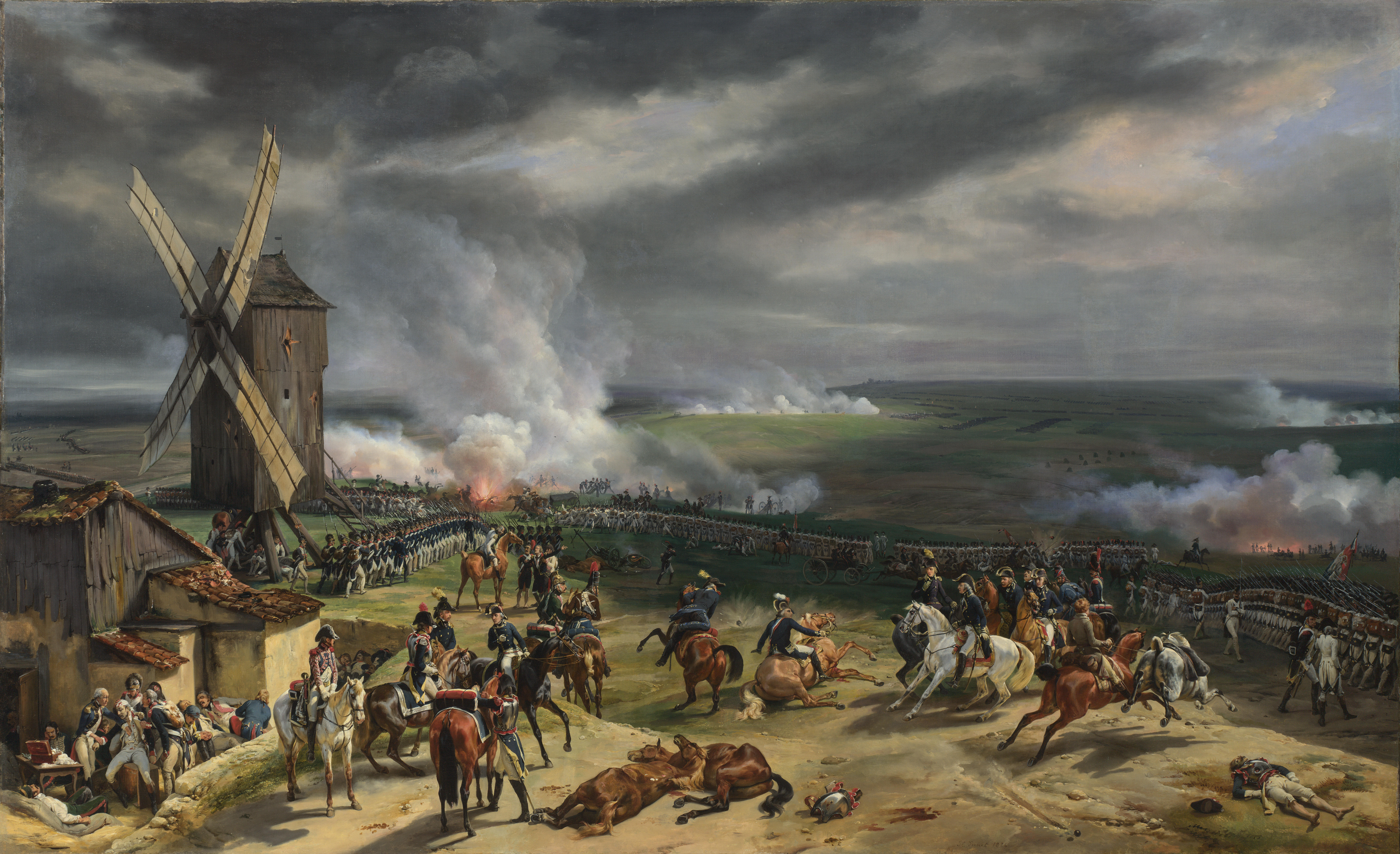
یک آسیاب بادی در سال ۱۷۹۲ در فرانسه

نخستین طرح‌های کشف‌شده از آسیاب بادی متعلق به ایران و مربوط به سال‌های ۷۰۰ الی ۹۰۰ میلادی است پیشینه آسیاب‌های بادی را به ۱۳۰۰ سال پیش گمانه می‌زنند. نخستین آسیاب‌های بادی دارای پره‌های عمودی بودند و بر پایه گزارش‌های نزدیک به سده هفتم میلادی در سیستان ایران و همچنین در دهستان باستانی نشتیفان خواف ساخته شده بودند. آن‌ها بین شش تا دوازده پره داشتند که پره‌هایشان با پارچه یا برگ درخت خرما پوشانده شده بودند. کاربرد آن‌ها آسیاب کردن دانه‌های خوراکی یا آبکشی بوده‌است. نمونه دیگری از آسیابهای عمودی در سده ۱۳ (میلادی) در چین ساخته شد.
ساعت آبی و آسیاب آبی -آسیاب بادی در ایران از قدمت تاریخی کهنی برخوردار است اما تحقیق مستقلی در این موضوع نشده است. بعضی اعتقاد دارند آسیاب بادی نخستین بار در ایران بکار گرفته شده‌است امروزه هنوز بقایای چندین آسیاب بادی در شهر کوچک نشتیفان خواف خراسان وجود دارد و تا چند سال قبل از انقلاب فعال بود.
watermills.
همچنین در سیستان و در نزدیکی شهرسوخته سیستان نیز بقایای نخستین آس بادها وجود دارد و حتی در شهر زابل محله‌ای به نام آس باد وجود دارد بنیاد نیمروز کانون جهانی سیستانی‌ها ازسال۱۳۹۰شمسی تلاش دارد که نمادی از آسیاب بادی در یکی از میدان‌های زابل و یا منطقه سیستان نصب شود.
اگرچه کتاب اصطخری که در آن اشاره به ساخت آسیاب بادی شده است مربوط به پیش از سال سال ۳۳۰ هجری خورشیدی (۳۴۰ هجری قمری) بوده‌است، ولی در یکی از کتاب‌های مسعودی که چند سال بعد نوشته‌شده‌است، به داستانی اشاره می‌شود که در آن یک ایرانی به نزد خلیفهٔ دوم، عمر، (سال ۱۳ هجری خورشیدی و قمری، سدهٔ هفتم میلادی) ادعا می‌کند که می‌تواند یک آسیاب بادی بسازد، و عمر نیز برای ثابت شدن این ادعا از او می‌خواهد تا این کار را انجام دهد، و او نیز موفق می‌شود.
اشاره تاریخ نویسان به داستان کشته شدن یزدگرد ساسانی بدست آسیابان و اشاره به کشتار ایرانیان یک بار در الیس به فرماندهی خالد پسر ولید و یک بار در زمان امویان در گرگان به فرماندهی یزید بن مهلب از روایت‌هایی است که در آن‌ها به آسیاب آبی و بادی اشاره شده‌است.

## پمپ بادی

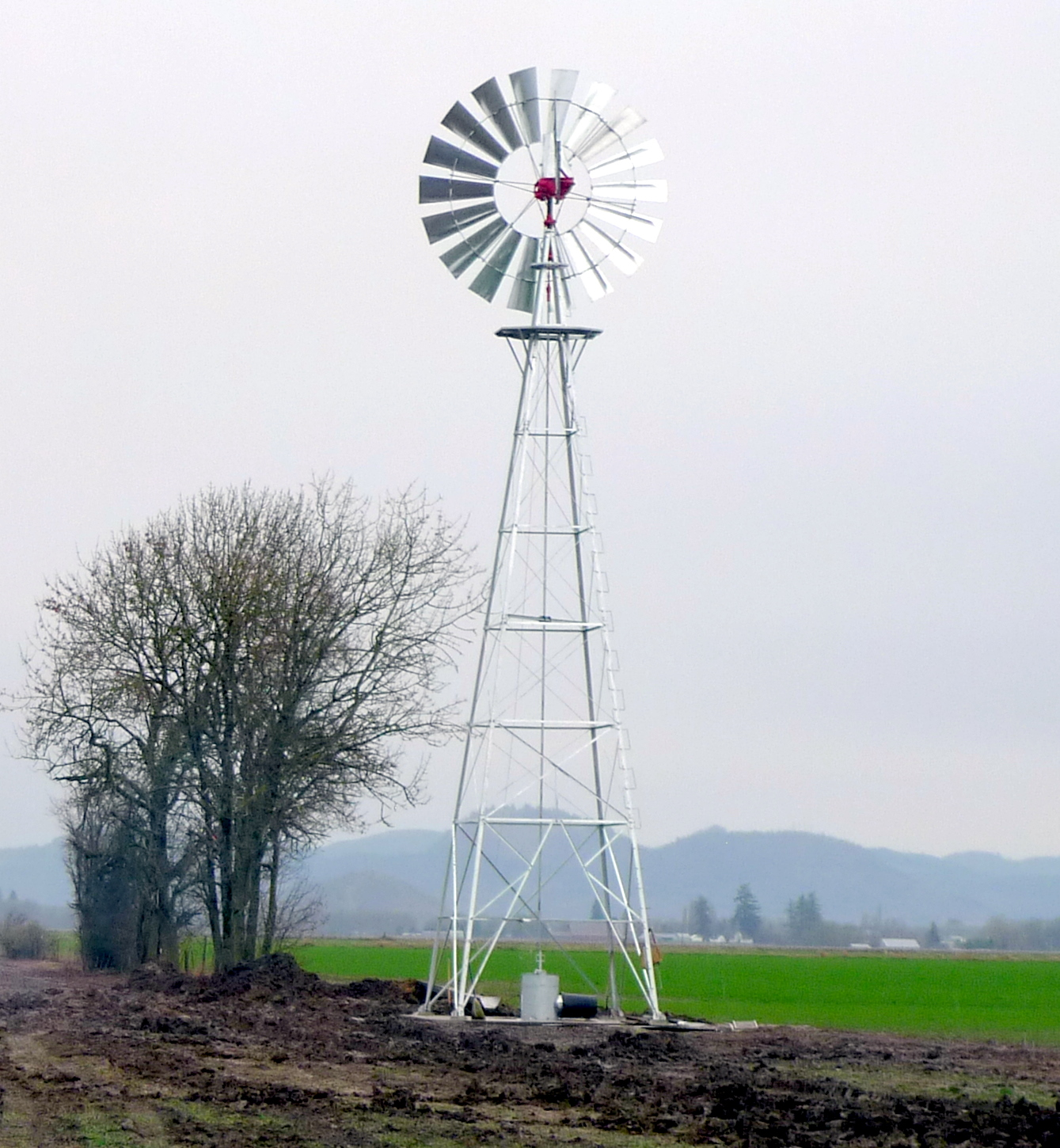
یک پمپ بادی

پمپ‌های بادی معمولاً در مزارع و زمین‌های کشاورزی مورد استفاده قرار می‌گیرند. پمپ‌های بادی دارای پره‌های بزرگی هستند که با انرژی جنبشی باد حرکت می‌کنند.

## آسیاب بادی در ایران
مورخان متعددی که آثار آن‌ها خود مستند مورخان علم معاصر است، به وجود آسیابهای بادی در سیستان اشاره کرده‌اند. از جمله مسعودی (سده چهارم هجری) در مروج الذهب، درباره‌ی سرزمین آسیاب بادی می‌گوید: «سیستان دیار باد و ریگ است و همان شهر است که گویند باد آن‌جا آسیاب‌ها را می‌گرداند و آب را از چاه می‌کشد، باغ‌ها را سیراب می‌کند و در همه دنیا شهری نیست که بیشتر از آن‌جا از باد سود برد و خدا داناتر است»
یکی از هم‌زمانان جغرافی‌دان او به نام اصطخری، در حدود ۳۴۵ ه/۹۵۱ م، با تأیید این موضوع می‌گوید: «در آن‌جا بادهای قوی می‌وزد به طوری‌که به آن سبب، چرخ‌هایی که با باد می‌چرخند، ساخته شده‌است».
مقدسی در کتاب «احسن التقاسیم فی معرفة الاقالیم» که در سال ۳۷۵ ه‍.ق/۹۸۰ م. تألیف کرده‌است. در خصوص شگفتی‌های منطقه می‌نویسد: «آسیاب‌های بادی سگستان، پوشنگ دژ زارنج و خود آن شن‌زارها همه از شگفتی‌های بی‌شمارند.»
ابن حوقل دربارهٔ سیستان می‌نویسد: «در سیستان بادهایی سخت مداوم می‌وزد و به همین سبب در آن‌جا آسیابهای بادی برای آرد کردن گندم ساخته‌اند».
قزوینی جغرافی‌دان مشهور (مرگ ۶۸۲ هجری/۱۲۸۳ میلادی) در شرح خود دربارهٔ سیستان می‌نویسد: «در آن‌جا هرگز باد آرام نمی‌گیرد و با توجه به آن، آسیاب‌هایی ساخته شده‌است که تمام خرد کردن ذرت با آن چرخ‌ها انجام می‌گیرد. آن‌جا سرزمین گرمی است و چرخ‌هایی که با باد کار می‌کنند»
در کتاب تاریخ سیستان آمده است: «اما آنچه که در ذات سیستان موجود است که در سایر شهرها نیست… دیگر آسیاب چرخ کنند تا باد بچرخاند و آرد کند و دیگر شهرها مقدر باید یا به دست آسیاب کنند و هم از این چرخ‌ها ساخته‌اند تا آب کشد از چاه به باغ‌ها و به زمین که از آن کشت کنند چه اگر آب تنگ باشد همچنین بسیار منفعت از باد گیرند»
بزرگ‌ترین سازه آسیاب بادی خاورمیانه در ایران ساخته شده‌است. این آسیاب که در استان کویری کرمان قرار دارد، در سال ۱۳۹۴ به عنوان اولین رستوران بادی در ایران افتتاح شد. ارتفاع این سازه ۲۶ متر است و مساحتی حدود ۲۲۴ متر مربع دارد.

## نگارخانه

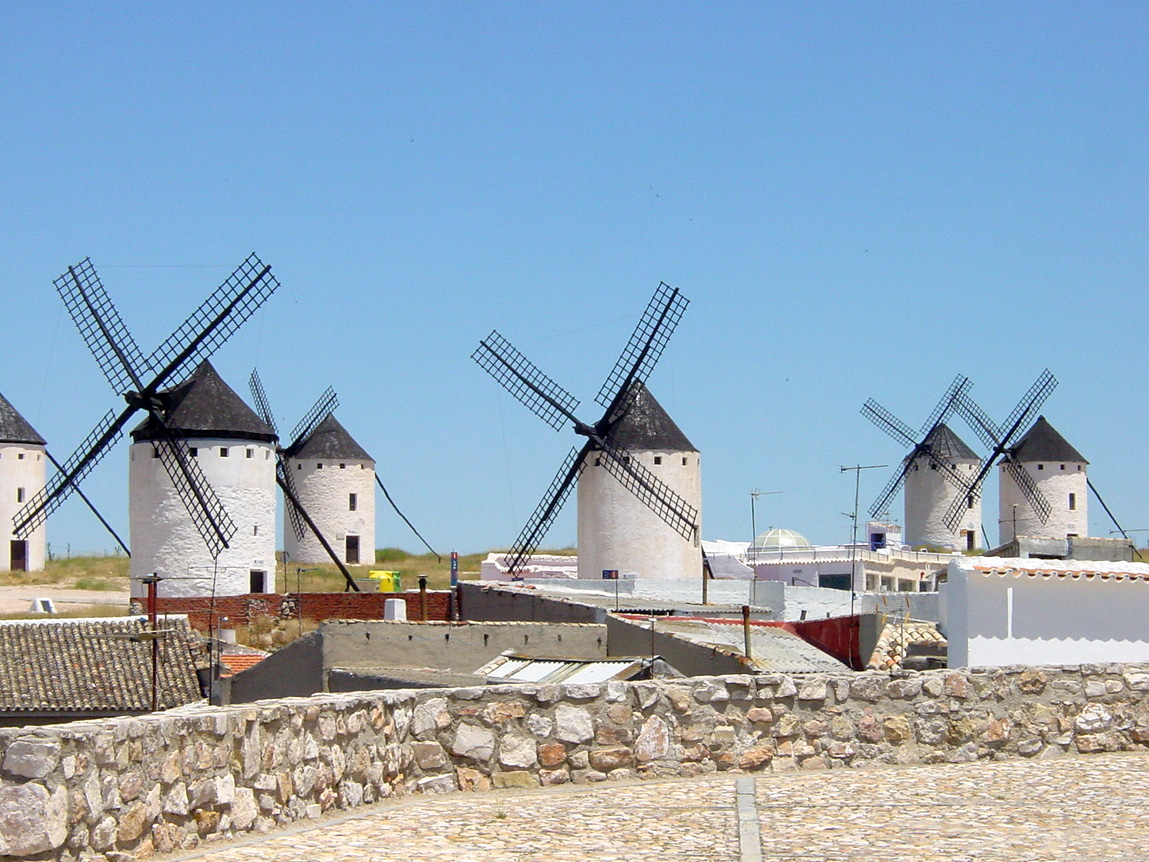
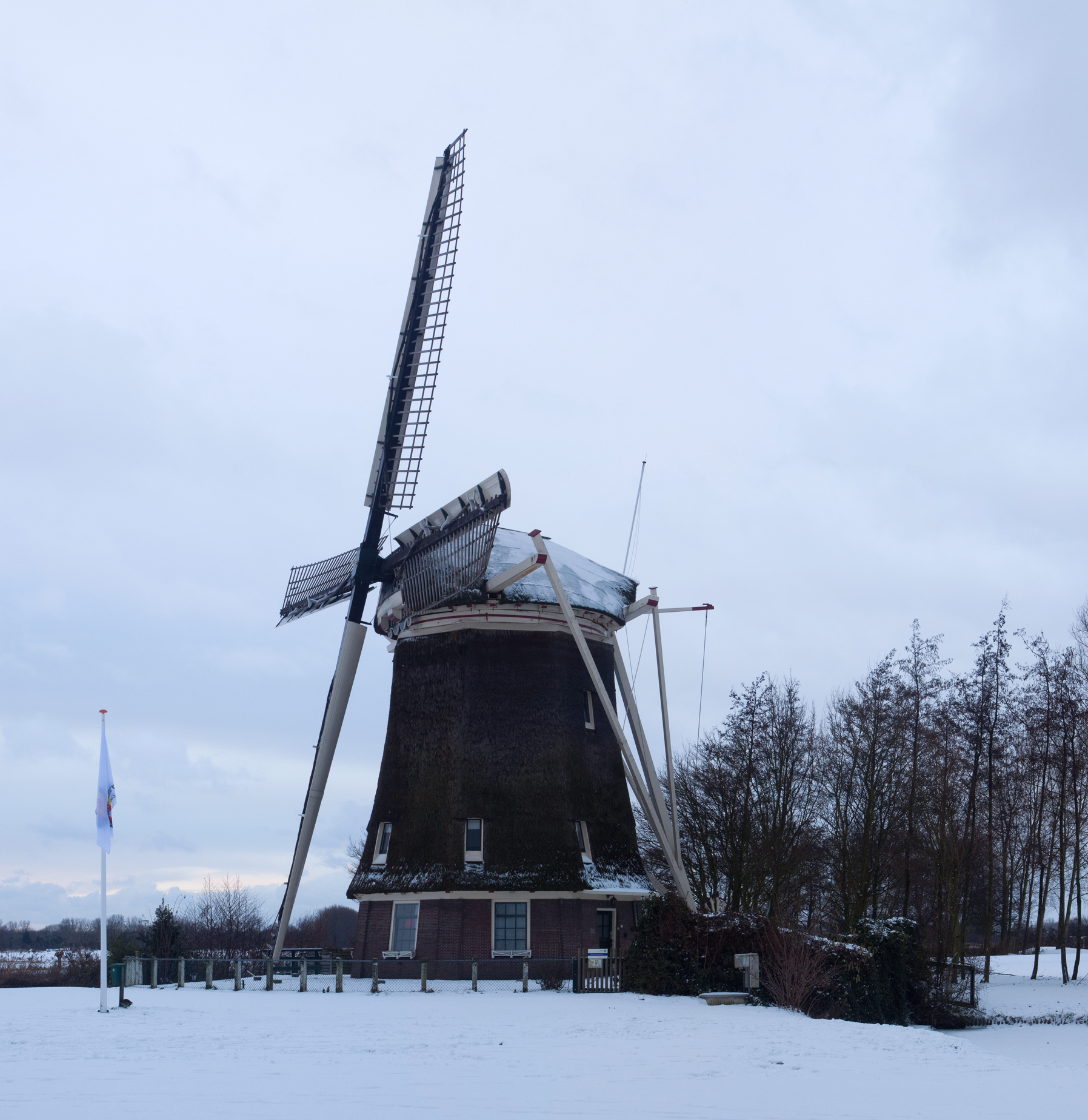
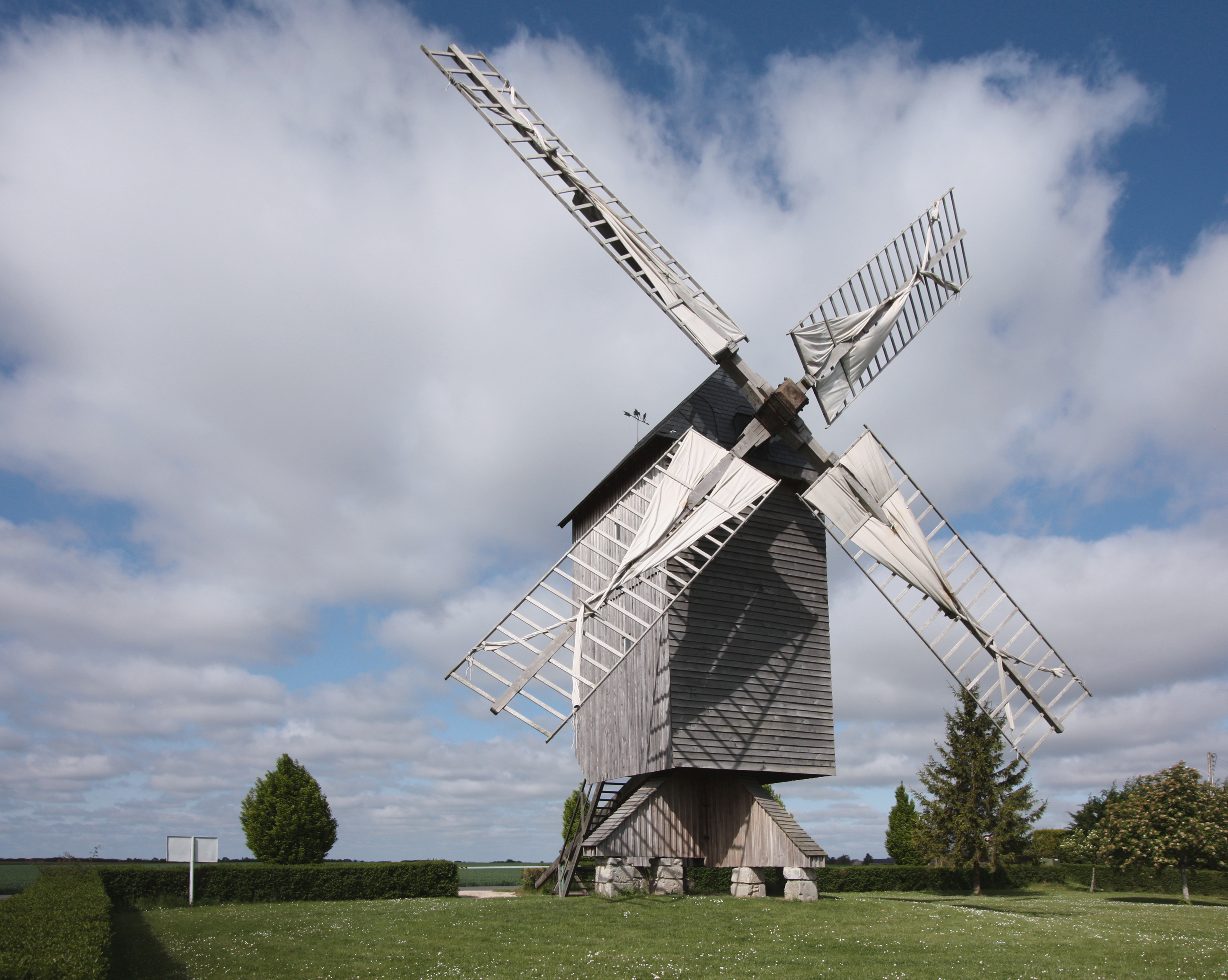
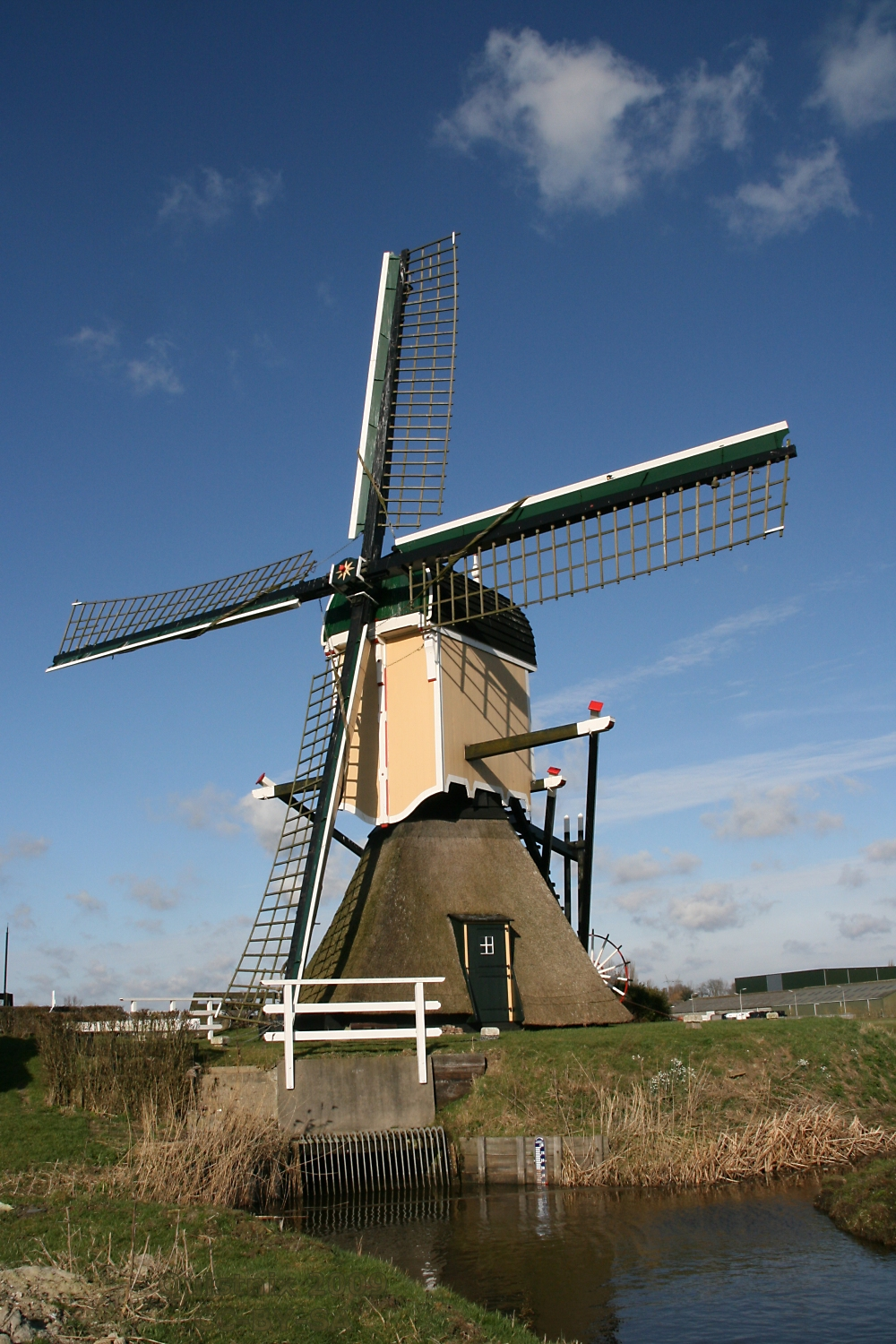
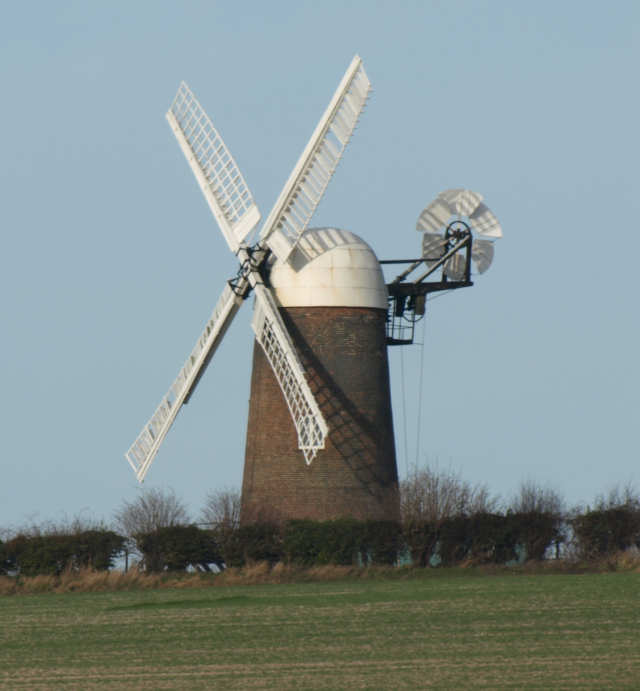
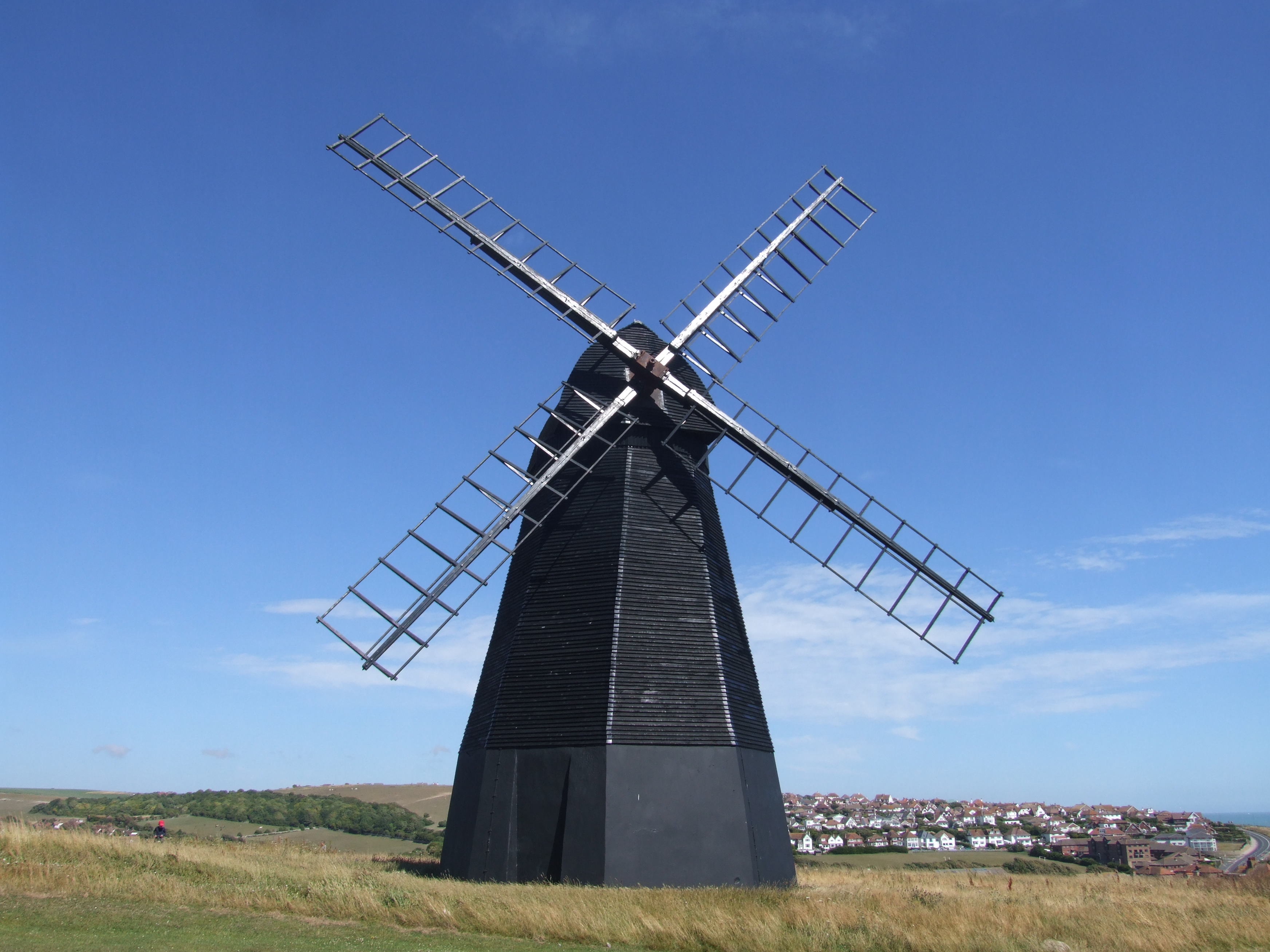
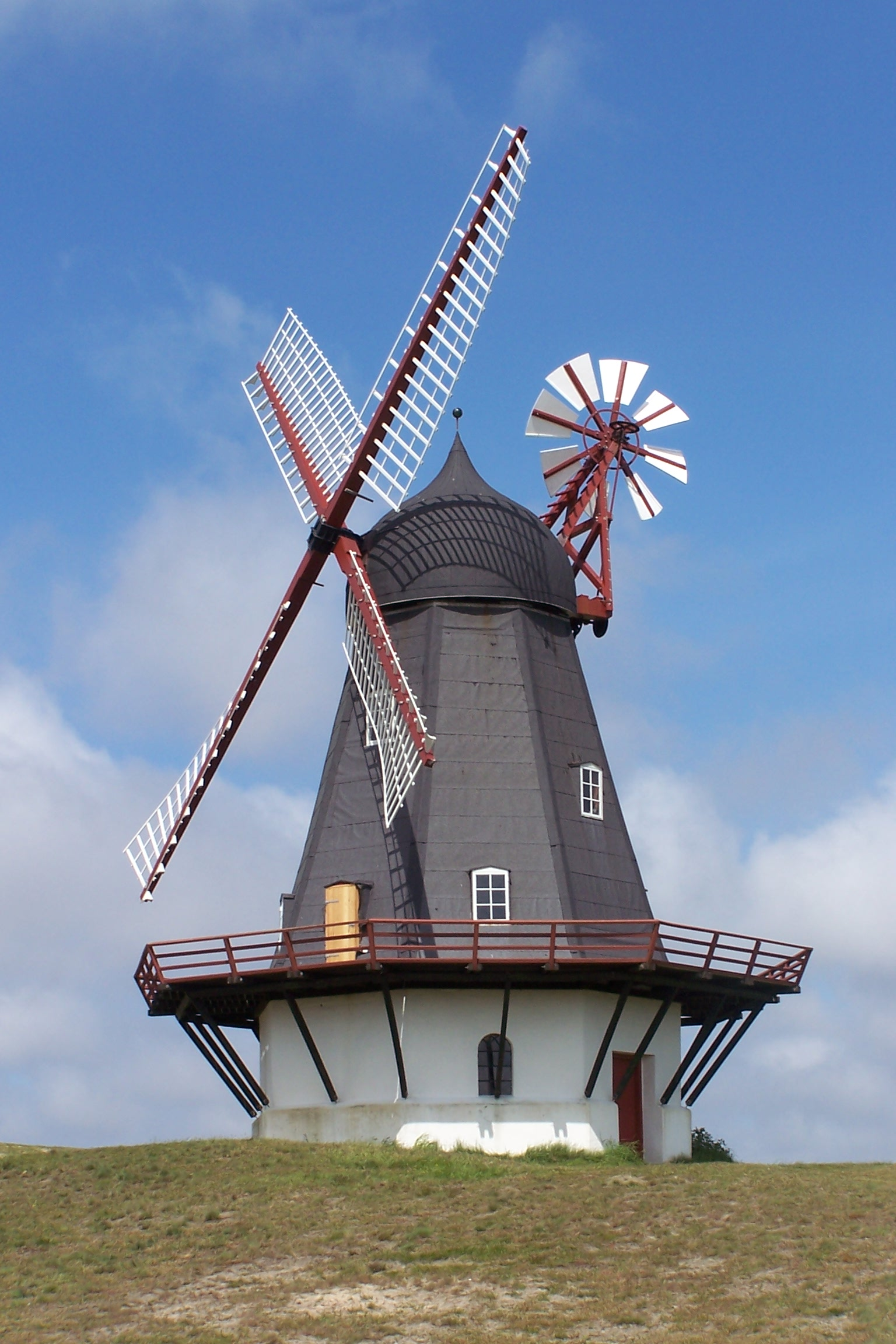
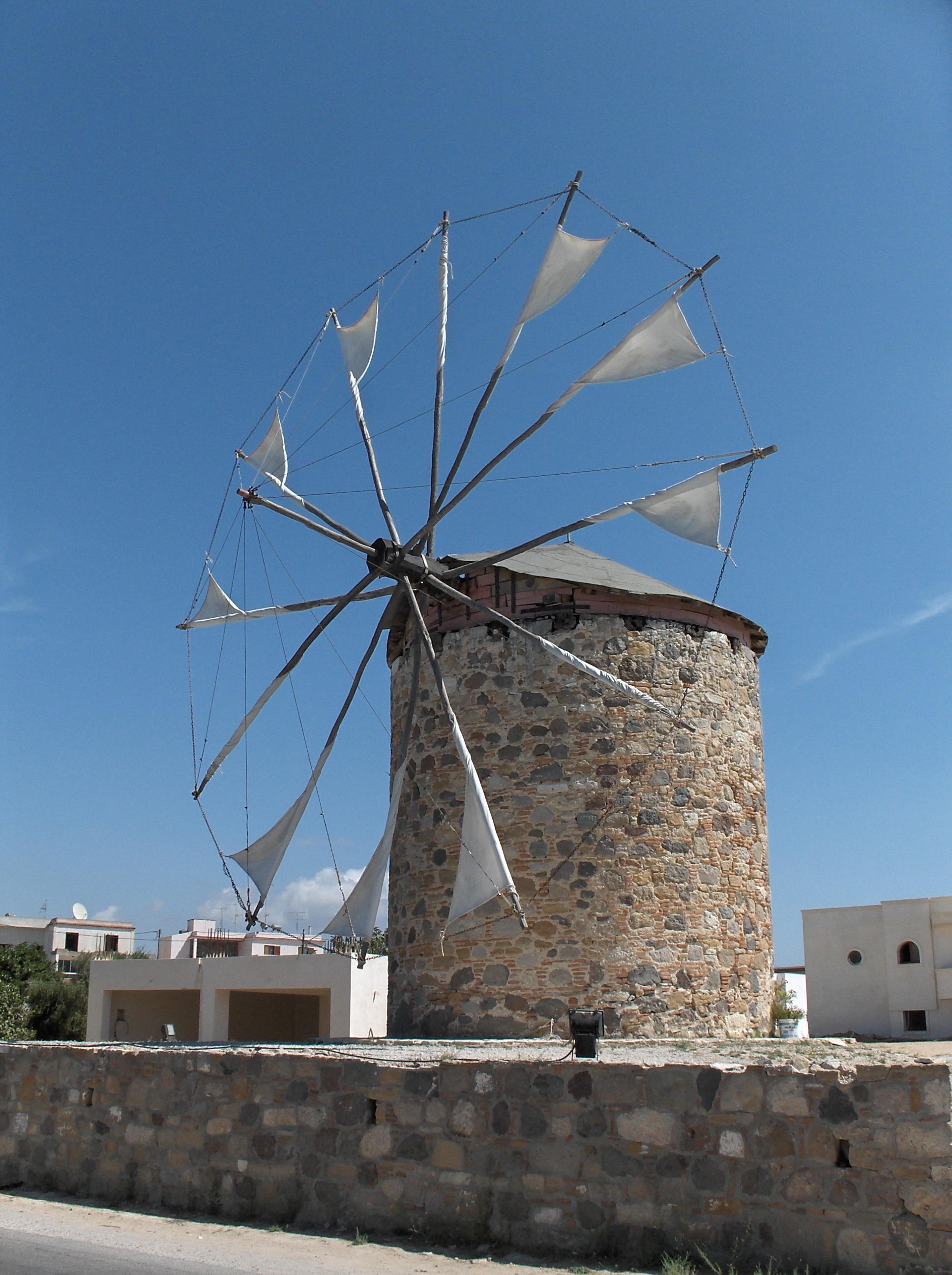
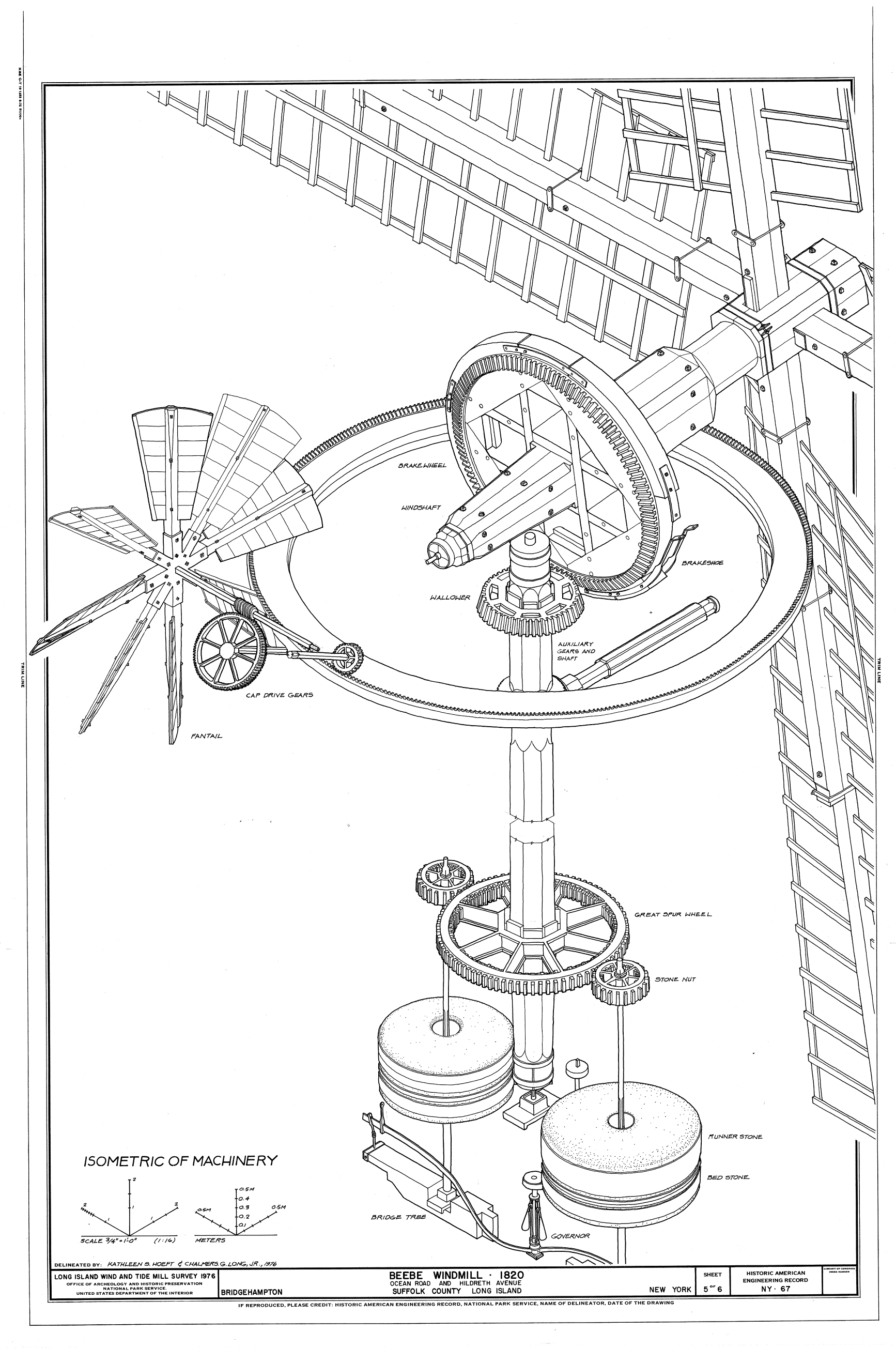
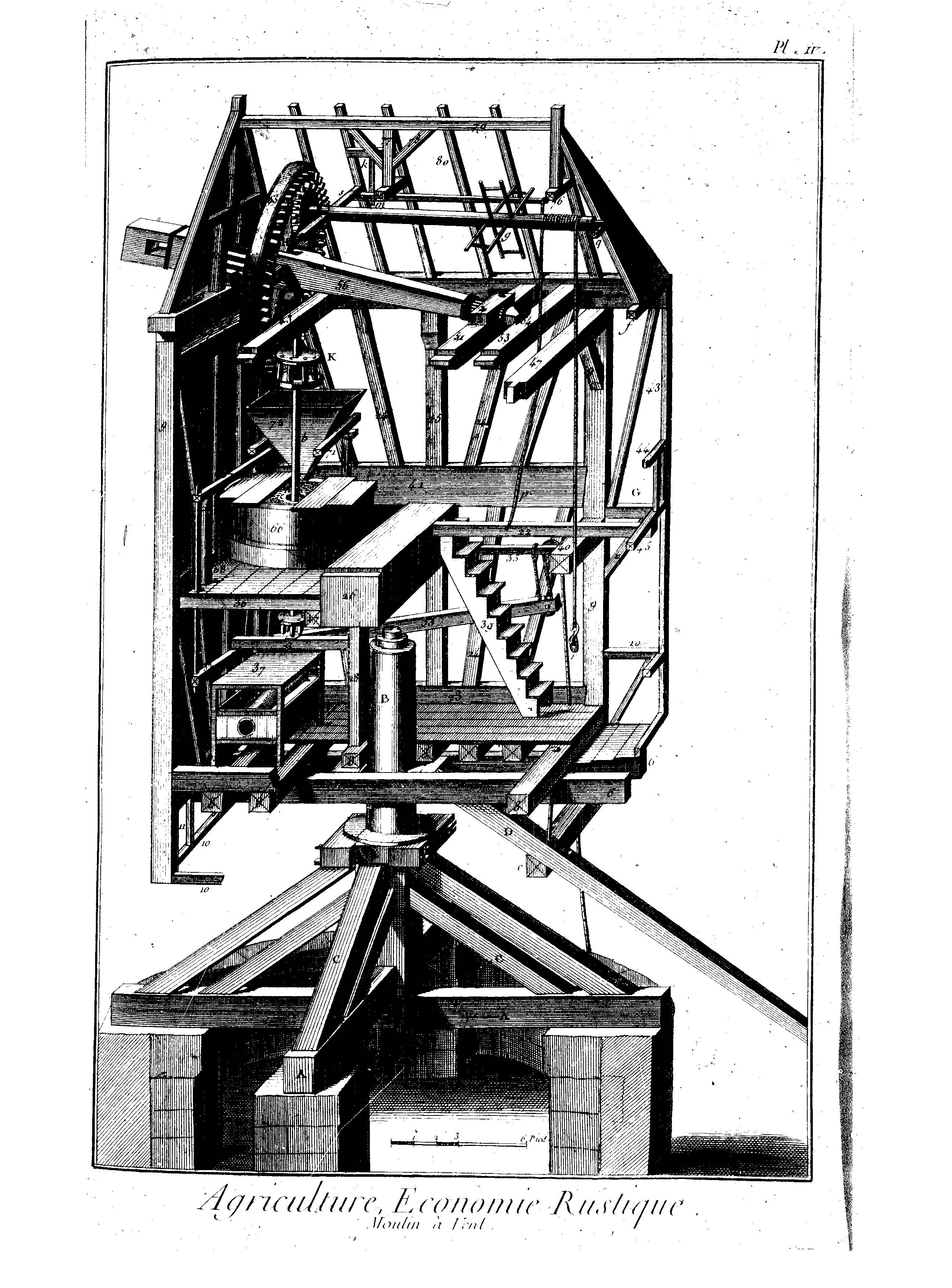
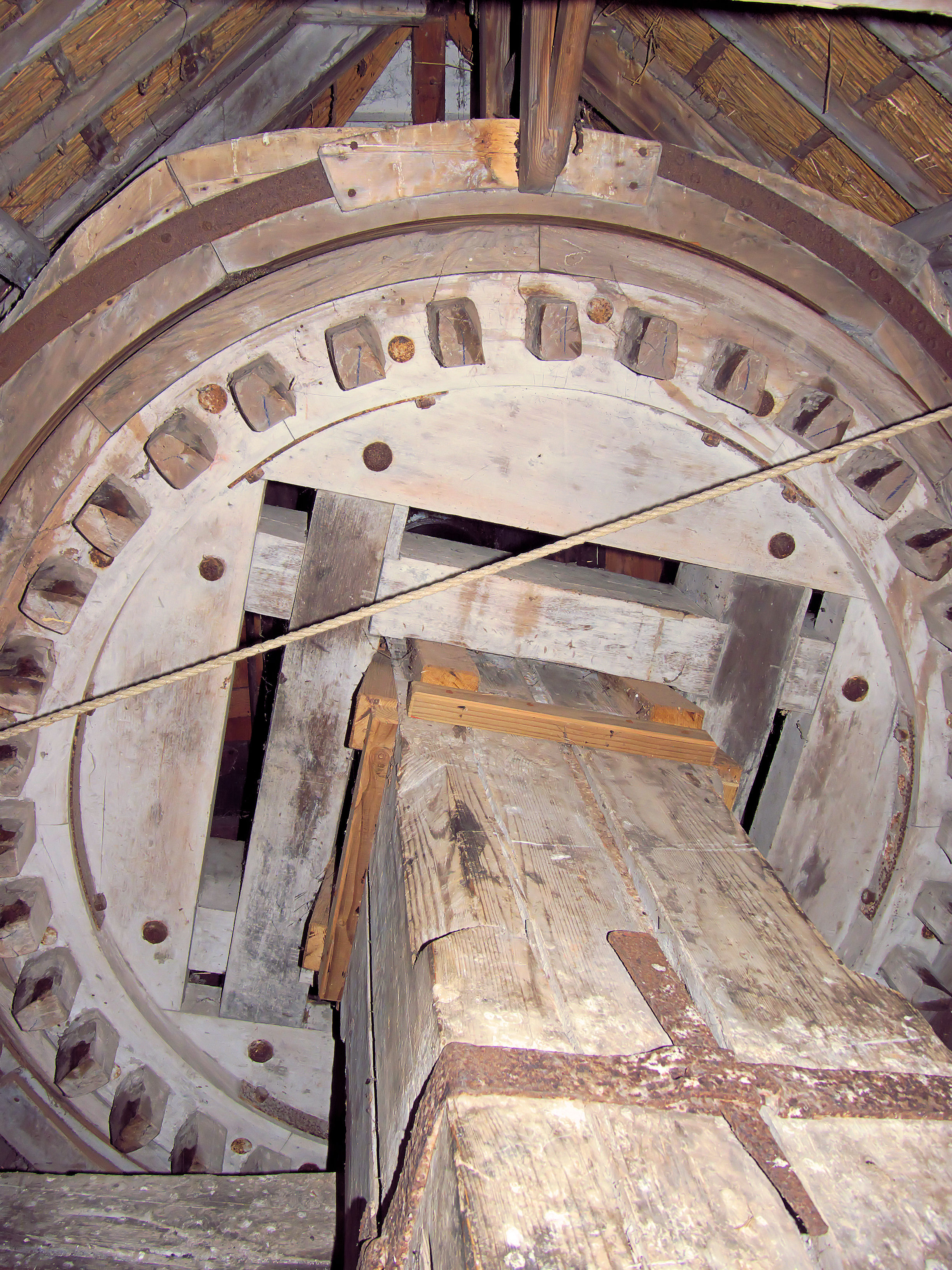
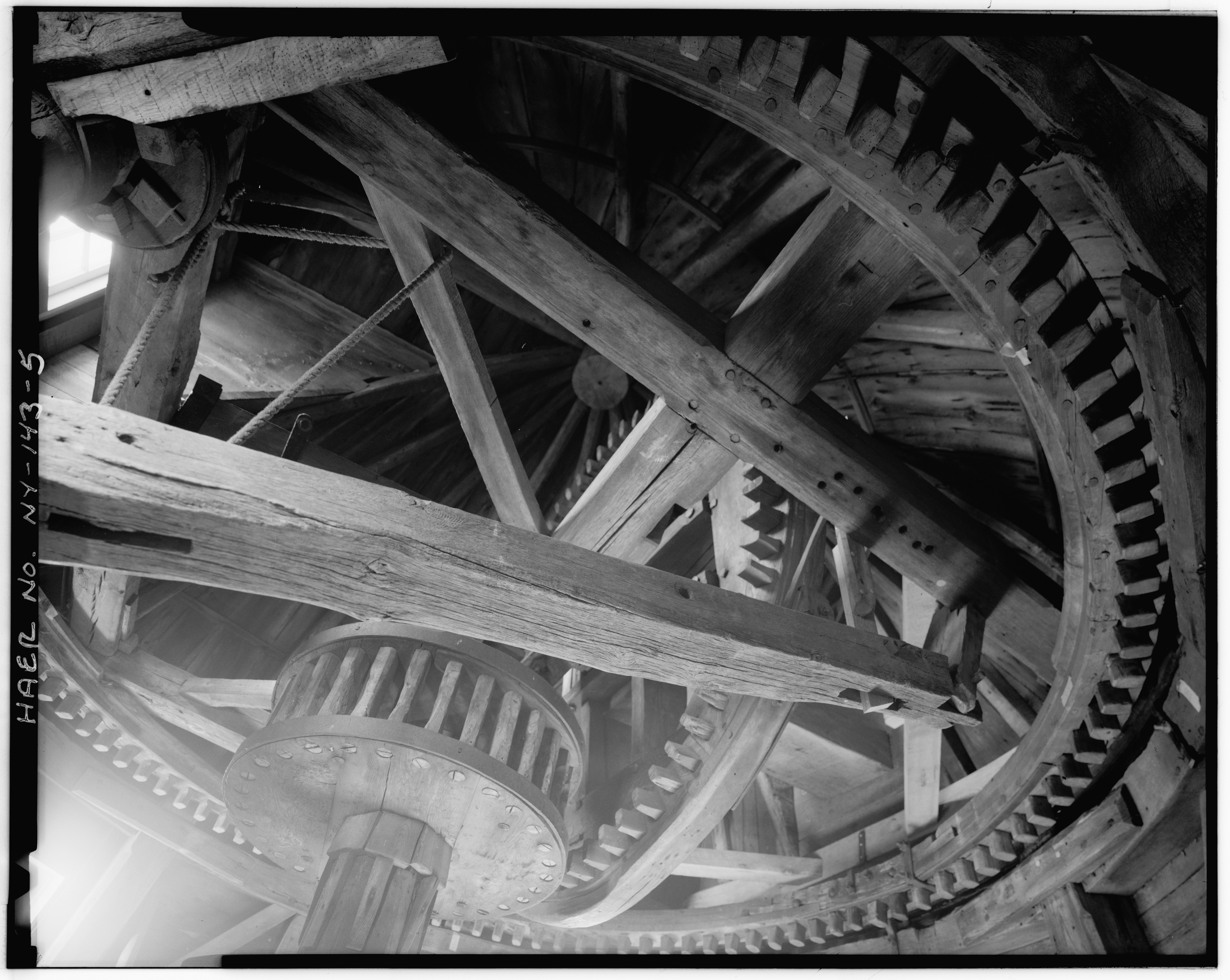
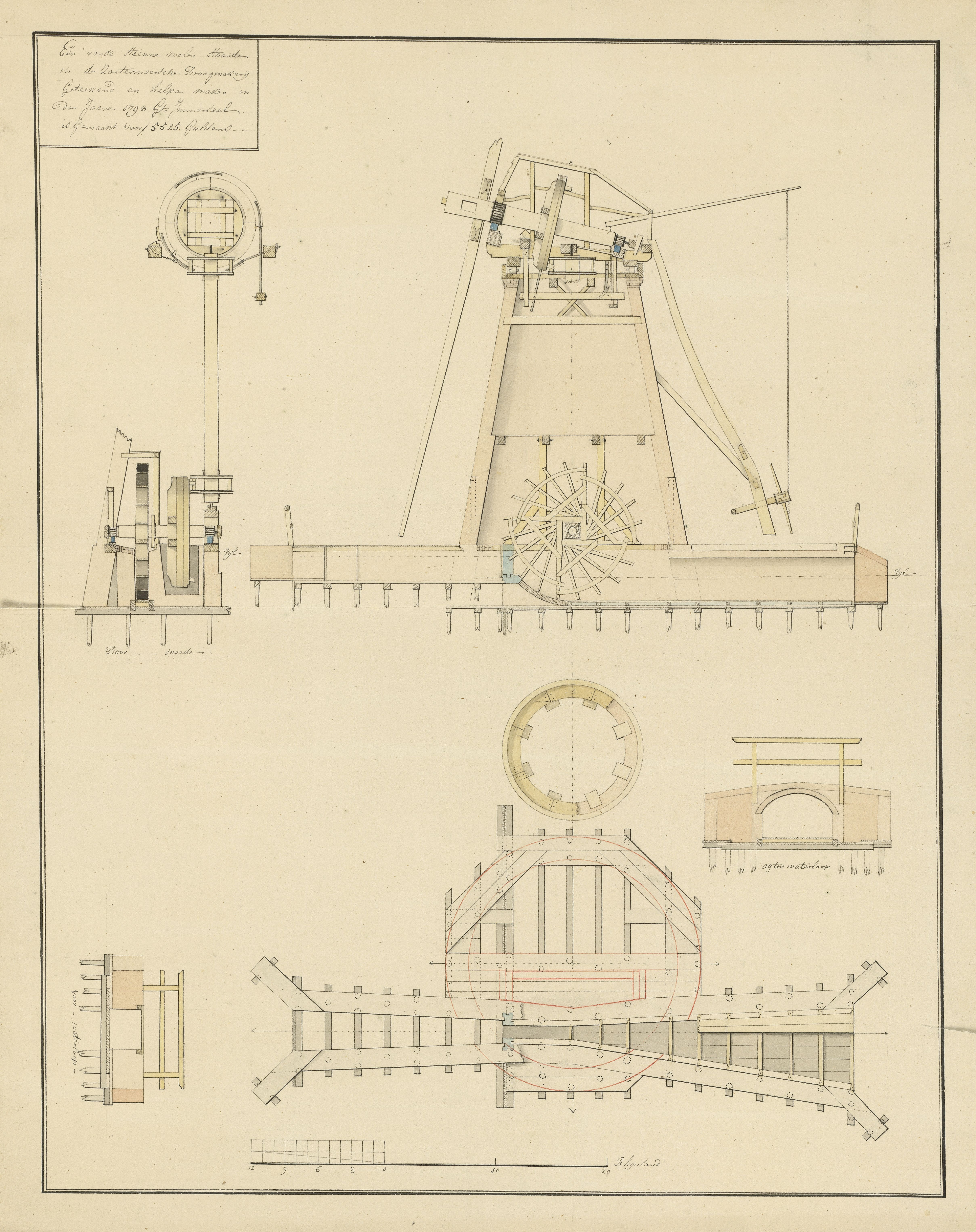